# Kim Bong-hwan
Kim Bong-hwan (ur. 4 lipca 1939) – północnokoreański piłkarz występujący na pozycji pomocnika. Uczestnik Mistrzostw Świata 1966.

## Kariera klubowa
Podczas angielskiego Mundialu Kim reprezentował barwy klubu Kikwancha Pjongjang.

## Kariera reprezentacyjna
Kim Bong-hwan występował w reprezentacji Korei Północnej w latach sześćdziesiątych. W 1966 roku pojechał na Mistrzostwa Świata, na których wystąpił w zwycięskim spotkaniu z Włochami.